# ロイヤルヨークホテル
ロイヤルヨークホテル（Royal York Hotel）は、カナダのトロントにあるホテル。フェアモント・ホテルズ・アンド・リゾーツのフラッグシップ的な大型の高級ホテルである。「ヨーク」はトロントの旧名。

## 概要
1929年にカナダ太平洋鉄道のステーションホテルとして開業した。開業時はカナダで最も高い建物だった。ユニオン駅の向かいに立地しており、地下道で直結している。フランスのシャトーを模した華麗な建築で知られており、カナダ国定史跡に登録されている。
ホテルは国内外の要人の宿泊が少なくない。エリザベス2世はトロント訪問時の定宿としていた。また、大規模な宴会施設を備えておりエンターテイメント会場としても長い歴史を持っている。カナダ人コメディアンジム・キャリーのデビュー公演はロイヤルヨークだった。

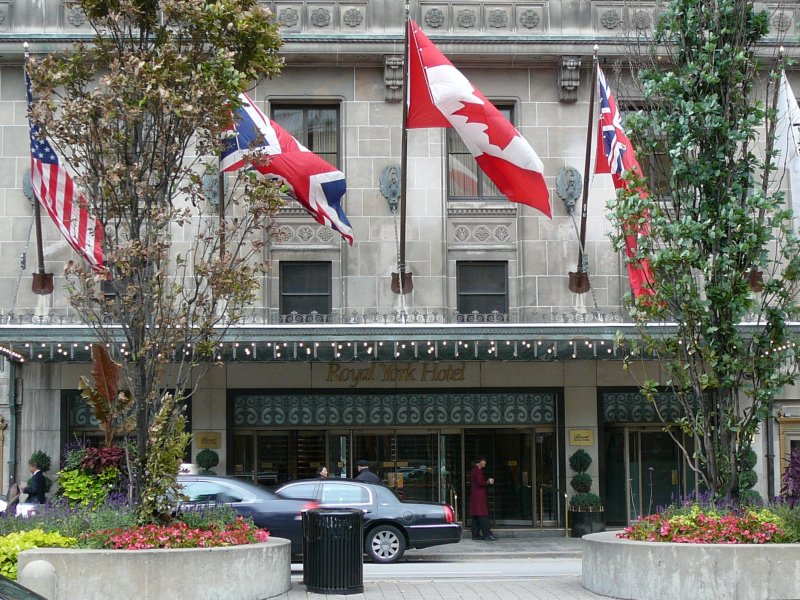
エントランス
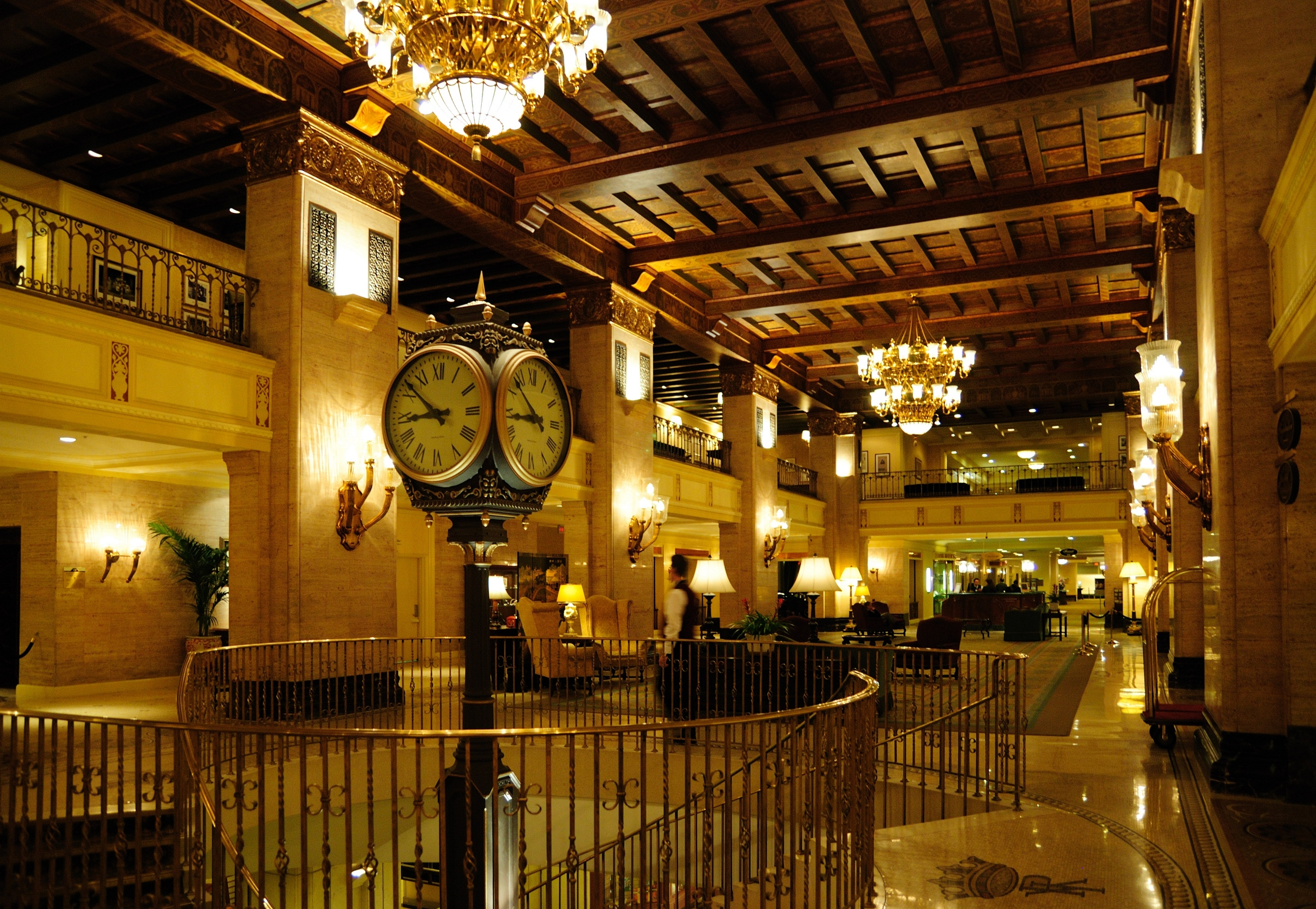
ロビー
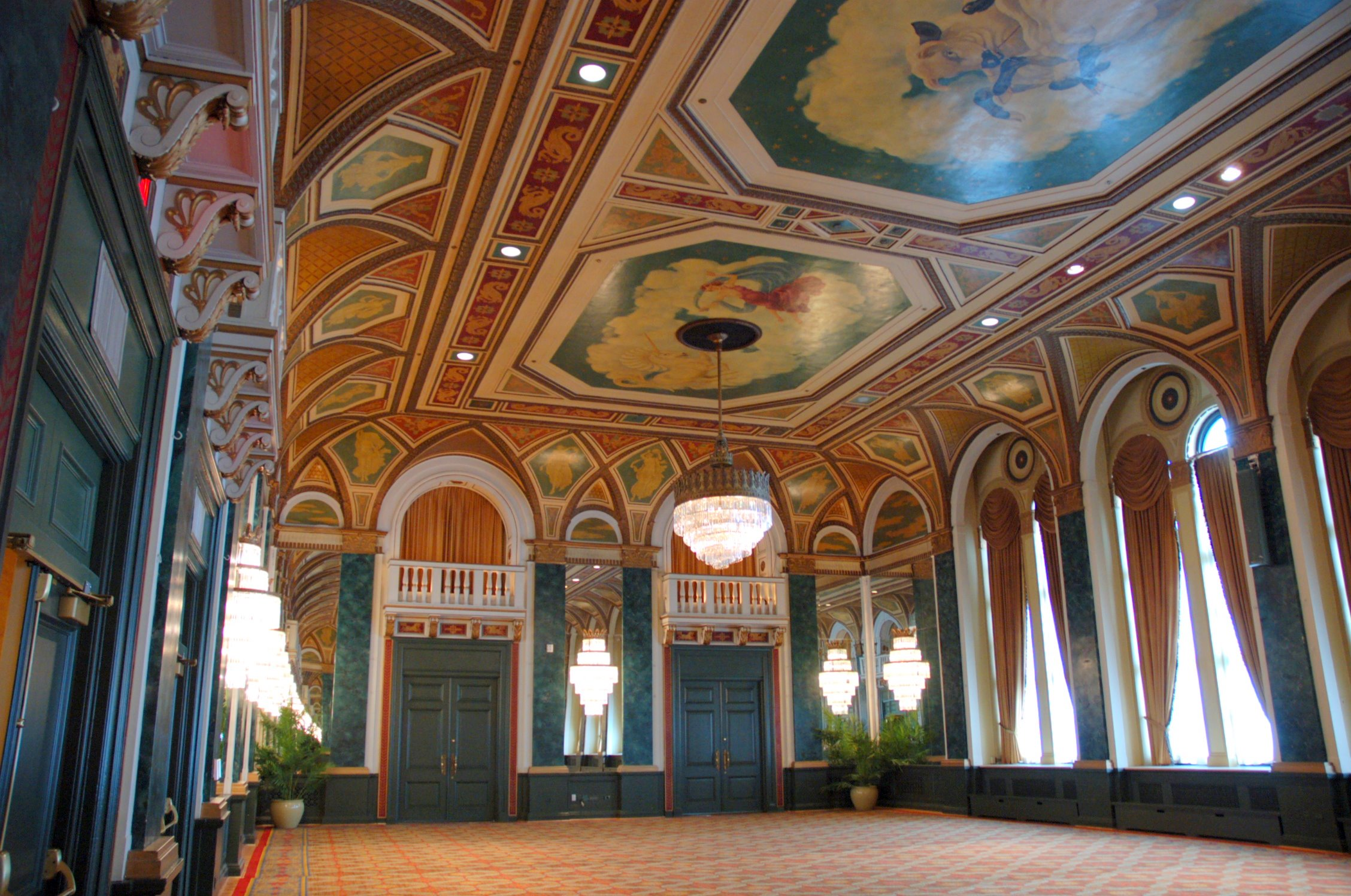
宴会ホール